# Tuni (opat)

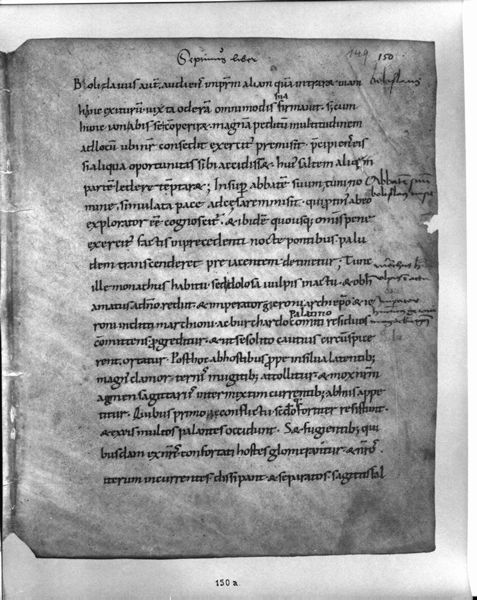
Kronika Thietmara, ks. VII, rozdz. 20 i 21 (rękopis drezdeński)

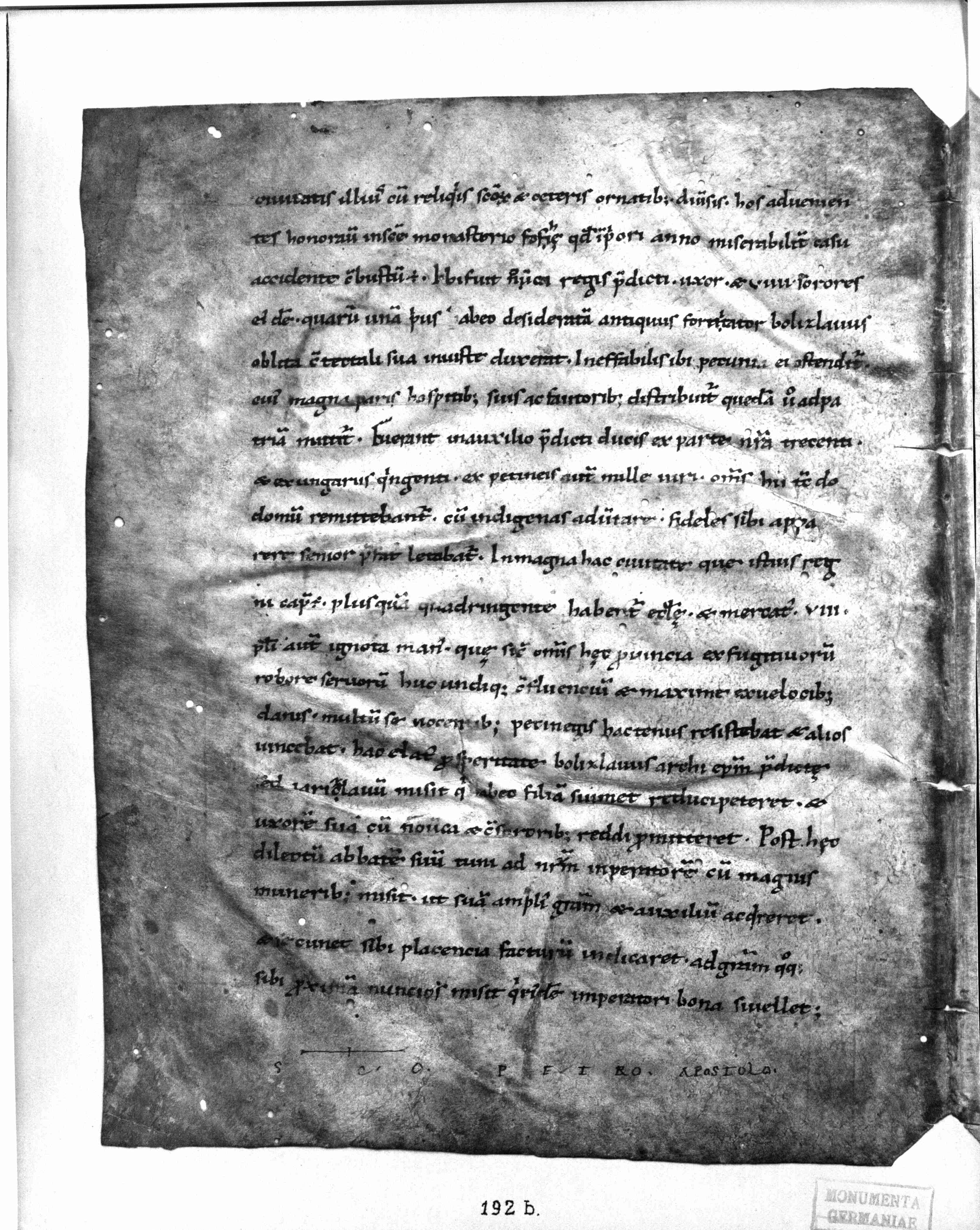
Kronika Thietmara, ks. VIII, rozdz. 33 (rękopis drezdeński)

Tuni (zm. po 1018) – opat działający w Polsce na początku XI wieku, wzmiankowany w Kronice Thietmara jako wysłannik Bolesława Chrobrego do cesarza Henryka II.

## Przekaz źródłowy
Opat Tuni wymieniony jest dwukrotnie przez Thietmara z Merseburga w jego Kronice:

Poza tym wysłał do cesarza swojego opata, imieniem Tuni, z udanymi propozycjami pokojowymi. Cesarz jednak rozpoznał w nim zaraz szpiega i zatrzymał go, dopóki całe wojsko nie przeszło przez znajdujące się na drodze bagna przy pomocy mostów ułożonych poprzedniej nocy. Wtedy dopiero powrócił ów mnich z powierzchowności, a chytry liszka z czynów swoich i za to przez swego pana tak lubiany.

Następnie wyprawił z bogatymi darami swego ukochanego opata Tuni do naszego cesarza, aby zaskarbić sobie nadal jego łaskę i pomoc oraz okazać gotowość wypełnienia wszystkich jego życzeń w przyszłości.

Przekaz źródłowy świadczy, że Tuni wykonywał misje dyplomatyczne do cesarza Henryka II jako zaufany wysłannik Chrobrego. Według przekazu Thietmara opat towarzyszył Bolesławowi w dwóch wyprawach: w wyprawie odrzańskiej w 1015 w trakcie wojny polsko-niemieckiej 1015–1018 oraz wyprawie kijowskiej w 1018, sprawując różne funkcje, w tym, jak sugerował kronikarz, polityczne i wywiadowcze. W 1015 został przez cesarza posądzony o działania dywersyjno-szpiegowskie, czyli chęć opóźnienia (pod pretekstem negocjacji) marszu wojsk niemieckich na ziemi Dziadoszan, aby wojska polskie mogły zaskoczyć Niemców. W wyniku tego posądzenia został uwięziony na czas przemarszu wojsk. W 1018 Tuni został wysłany przez Chrobrego z Kijowa do Henryka II z licznymi darami oraz podziękowaniami za udzieloną pomoc.
Thietmar konsekwentnie nazywa Tuniego określeniem abbas, które oznacza opata stojącego na czele klasztoru. Nie wymienia jednak klasztoru ani miejscowości, w której Tuni był opatem, mimo że takie informacje podaje przy wszystkich innych opatach, pochodzących z Niemiec. Być może Thietmar nie uznał tej informacji za istotną lub po prostu nie miał takiej wiedzy.

## Hipotezy

### Utożsamianie z Antonim
Zdaniem Gerarda Labudy opat Tuni może być tożsamy z bratem Antonim wspomnianym przez Brunona z Kwerfurtu w Żywocie Pięciu Braci Męczenników. Za utożsamianiem Tuniego i Antoniego opowiadali się też wcześniej Tadeusz Wojciechowski, Stanisław Zakrzewski, Marian Jedlicki i Jadwiga Karwasińska.
Według przekazu Brunona jakiś nienazwany z imienia brat z eremu Pięciu Braci Męczenników wyjeżdżał za zgodą Chrobrego do Rzymu, a następnie pełnił funkcję opata.

Jednego zaś brata, który miał upodobanie w umiłowaniu spraw niebiańskich i wtedy pod ich kierownictwem pełnił swą służbę w eremie, teraz zaś jako opat przewodzi temu samemu świętemu miejscu, gorliwie dbając o karność duchową, ponieważ temu bratu książę Bolesław podróży nie zakazał (…) [wysłał] do Rzymu (…) celem uzyskania apostolskiego pozwolenia.

Dalej Brunon stwierdza, że niejaki brat Antoni (być może ten sam, który wyjeżdżał do Rzymu) zajmował w eremie pierwsze miejsce, co można interpretować jako funkcję opata.

"Poświadczają to wszyscy bracia wśród potoku łez, a zwłaszcza zapobiegliwy brat Antoni, który w tym miejscu pierwsze zajmował stanowisko, i prostoduszny Paweł, o którym była mowa.

Antoni/Tuni mógł więc zostać opatem po śmierci braci i ponownie zorganizować konwent.
Jednak według Aleksandra Gieysztora utożsamianie opata Tuni z Antonim, wspomnianym w Żywocie Pięciu Braci Męczenników, nie jest uzasadnione. Zdaniem Gieysztora łaciński zwrot cui primus hoc loco stetit z Żywota może oznaczać, że Antoni był pierwszym świadkiem cudownych wydarzeń, a nie że, zajmował pierwsze stanowisko, czyli był opatem.

### Pochodzenie
Pochodzenie opata Tuni nie jest znane. Przy utożsamieniu opata z Antonim, opisanym przez Brunona, można podejrzewać, że przybył on z Włoch, podobnie jak pozostali obcokrajowcy wśród pięciu braci. Imię Tuni może być zaś skróconą wersją imienia Antonius.

### Klasztor
Utożsamienie Tuniego i Antoniego nie wyjaśnia precyzyjnie, gdzie Tuni był opatem, ponieważ dokładne położenie eremu pięciu braci nie jest znane – przez różnych badaczy sytuowany był w miejscowościach Międzyrzecz, Kaźmierz i Kazimierz Biskupi. Zdaniem Gieysztora, negującego utożsamienie z Antonim, Tuni mógł być opatem w jakimś innym klasztorze, np. w hipotetycznym klasztorze na Ostrowie Lednickim.

### Kapelan Chrobrego
Przekaz kronikarza nie zawiera informacji, że opat wypełniał przy wojskach Chrobrego obowiązki kapelana, mógł jednak wykonywać również taką posługę. W innym miejscu Thietmar zaświadcza, że Chrobry zezwolił w 1015 niemieckiemu biskupowi Idziemu na odprawienie na pobojowisku modłów i pochówku poległych Niemców, co wskazuje, że posługa duszpasterska przy wojskach była znana polskiemu władcy. Kronika Galla Anonima z początku XII w. stwierdza ogólnie, że Chrobry szanował swoich biskupów i kapelanów.
Określenie „ulubiony opat”, użyte przez Thietmara, sugeruje, że należał on do kaplicy władcy (udział opatów w kaplicach i kancelariach władców był ówcześnie często spotykany). Dodatkowo, Chrobry jako władca mógł mieć wpływ na wybór opata, co było wtedy powszechnym zwyczajem.

### Charakter działań
W niemieckim piśmiennictwie dywersyjny charakter misji Tuniego do cesarza w 1015 został przyjęty za pewnik, zaś Chrobry potępiany za podstęp. Możliwe jednak, że Chrobry, korzystając z trudnego położenia cesarza, rzeczywiście myślał o narzuceniu korzystnego rozejmu. Z drugiej strony – podstęp wojenny, polegający na przeprowadzeniu zwiadu pod pozorem pertraktacji, był często praktykowany w dziejach sztuki wojennej, więc podejrzenie Tuniego o szpiegostwo mogło być uzasadnione. Strona niemiecka uszanowała jednak nietykalność parlamentariusza i Tuni został uwolniony po przemarszu wojsk.

## W kulturze
Postać opata Tuni pojawia się m.in. w dziełach literackich:
- Wincenty Budzyński: Biała kniehini[25]
- Karol Bunsch: Rok tysięczny[26]
- Antoni Gołubiew: Złe dni (z cyklu Bolesław Chrobry)[27]
- Walery Przyborowski: Chrobry[28]

### Źródła
- Diethmar von Merseburg: Kronika Thietmara. Marian Zygmunt Jedlicki (tłum., wstęp, koment.). T. II. Wrocław: Zakład Narodowy im. Ossolińskich; De Agostini Polska, 2004. ISBN 83-04-04745-4.
- Bruno z Kwerfurtu: Żywot Pięciu Braci Męczenników. W: Piśmiennictwo czasów Bolesław Chrobrego. Kazimierz Abgarowicz (tłum.), Jadwiga Karwasińska (wstęp i koment.). Warszawa: Państwowe Wydawnictwo Naukowe, 1966, s. 155–247.

### Opracowania
- Marek Derwich. Studia nad początkami monastycyzmu na ziemiach polskich. Pierwsze opactwa i ich funkcje. „Kwartalnik Historyczny”. Rocznik CVII, 2, s. 77–105, 2000.
- Aleksander Gieysztor: Pierwsi benedyktyni w Polsce piastowskiej. W: Benedyktyni tynieccy w średniowieczu. Materiały z sesji naukowej Wawel–Tyniec 13–15 października 1994. Kraków: „Tyniec”, 1995. ISBN 83-85433-61-9.
- Gerard Labuda: Szkice historyczne jedenastego wieku. I. Najstarsze klasztory w Polsce. W: Z badań nad dziejami klasztorów w Polsce. Toruń: Uniwersytet Mikołaja Kopernika w Toruniu, 1995, s. 7–73. ISBN 83-231-0710-6.
- Andrzej Nadolski: Polskie siły zbrojne w czasach Bolesława Chrobrego. Zarys strategii i taktyki. Łódź, Wrocław: Zakład Narodowy im. Ossolińskich, 1956.
- Grzegorz Pac: Kobiety w dynastii Piastów. Rola społeczna piastowskich żon i córek do połowy XII wieku – studium porównawcze. Toruń: Wydawnictwo Naukowe Uniwersytetu Mikołaja Kopernika, 2013. ISBN 978-83-231-2958-5.
- Miłosz Sosnowski. Co wiadomo o lokalizacji pustelni tzw. Pięciu Braci. „Roczniki Historyczne”. LXXI, s. 7–30, 2005.
- Jerzy Sójka. Posługi duszpasterskie przy wojskach polskich w wiekach średnich. „Acta Universitatis Lodziensis. Folia Historica”. 50, s. 93–105, 1994.
- Andrzej Wędzki: Tuni. W: Słownik starożytności słowiańskich. Encyklopedyczny zarys kultury Słowian od czasów najdawniejszych. T. 6 T–W. Cz. 1 T–U. Wrocław: Zakład Narodowy im. Ossolińskich; Wydawnictwo Polskiej Akademii Nauk, 1977, s. 203.
- Tadeusz Wojciechowski: Szkice historyczne jedynastego wieku. Kraków: Akademia Umiejętności, 1904.
- Stanisław Zakrzewski: Bolesław Chrobry Wielki. Lwów, Warszawa: Zakład Narodowy im. Ossolińskich, 1925.

### Utwory literackie
- Wincenty Budzyński: Biała kniehini. Powieść historyczna z czasów Bolesława Wielkiego. Lipsk: Księgarnia Zagraniczna, 1844.
- Karol Bunsch: Rok tysięczny. Powieść z czasów Bolesława Chrobrego. Kraków: Wydawnictwo Literackie, 1961.
- Antoni Gołubiew: Złe dni. Warszawa: Czytelnik, 1950.
- Walery Przyborowski: Chrobry. Opowiadanie historyczne z XI wieku. Warszawa: Gebethner i Woff, 1907.